# Adam Zając (rektor)
Adam Zając (ur. 27 grudnia 1961 w Sosnowcu) – polski profesor nauk o kulturze fizycznej, nauczyciel akademicki i trener koszykówki, od 2012 rektor Akademii Wychowania Fizycznego im. Jerzego Kukuczki w Katowicach.

## Życiorys
Absolwent II Liceum Ogólnokształcącego im. Emilii Plater w Sosnowcu. W 1983 ukończył studia na Akademii Wychowania Fizycznego w Katowicach, uzyskując tytuł magistra oraz dyplomy trenera II klasy w lekkoatletyce i koszykówce. W 1992 na Wydziale Wychowania Fizycznego Akademii Wychowania Fizycznego we Wrocławiu obronił rozprawę doktorską pt. Poziom sprawności motorycznej a efektywność w grze w koszykówce mężczyzn, której promotorem był Joachim Raczek. Stopień doktora habilitowanego uzyskał w 2004 na AWF Katowice w oparciu o pracę Wpływ suplementacji kreatyną i HMB na moc anaerobową oraz skład ciała koszykarzy. Tytuł naukowy profesora nauk o kulturze fizycznej otrzymał 23 grudnia 2010.
W latach 1983–1984 przebywał na stypendium sportowym w Stanach Zjednoczonych, trenując futbol amerykański i studiując fizjologię wysiłku fizycznego i metodykę treningu sportowego. W 1984 podjął pracę na AWF Katowice (w Zakładzie Teorii Sportu). W 2005 został prorektorem tej uczelni (funkcję tę pełnił do 2012). W 2009 objął kierownictwo Katedry Teorii i Praktyki Sportu. W 2012 został wybrany rektorem AWF Katowice, w 2016 uzyskał reelekcję na kolejną kadencję.
Specjalizuje się w teorii sportu. W 2005 został redaktorem naczelnym czasopisma naukowego „Journal of Human Kinetics”.
W barwach Zagłębia Sosnowiec wystąpił w sezonie 1994/1995 w pięciu meczach II ligi koszykówki. Jako trener pracował w Mickiewiczu Katowice (2000–2005), z którym w sezonie 2001/2002 występował w I lidze (17 zwycięstw, 20 porażek). Następnie, wspólnie z Mirosławem Stawowskim, prowadził AZS-AWF Katowice, wywalczając w 2008 awans do I ligi. W 2007 został prezesem tego klubu.